# Filippo Bandinelli
Filippo Bandinelli (Firenze, 29 marzo 1995) è un calciatore italiano, centrocampista dello Spezia.

## Caratteristiche tecniche
È un centrocampista utilizzato principalmente come centrale di centrocampo, anche se nelle giovanili della Fiorentina veniva impiegato più avanti,
come trequartista o laterale.

## Carriera

### Club

#### Inizi e Latina
Nato a Firenze, cresce nelle giovanili della Fiorentina, dove rimane fino al 2015, dopo aver giocato tre anni in Primavera. L'ultimo giorno del calciomercato estivo 2015 passa in prestito in Serie B, al Latina. Esordisce con i nerazzurri e in Serie B il 27 ottobre, entrando all' 80' della sconfitta interna per 2-1 contro la Ternana. L'estate successiva il Latina lo acquisisce a titolo definitivo e diventa titolare, ottenendo 30 presenze. Termina l'esperienza con 38 partite giocate divise in due stagioni, una chiusa al 16º posto e l'altra al 21º con conseguente retrocessione in Serie C.

#### Sassuolo e Perugia
Dopo il fallimento del Latina e lo svincolo d'autorità di tutti i giocatori, si accasa al Sassuolo a parametro zero ad inizio luglio. Tuttavia non rimane in neroverde, passando in prestito di nuovo in Serie B, al Perugia. Debutta con gli umbri il 6 agosto, nel derby casalingo con il Gubbio, valido per il 2º turno di Coppa Italia, gara vinta per 2-1 nella quale entra nel secondo tempo, al 75'.  L'esordio in campionato avviene invece il 26 agosto, alla prima giornata, quando gioca titolare nel successo per 1-5 sul campo della Virtus Entella. Segna il suo primo gol con gli umbri il 18 novembre 2017 nel 5-0 interno al Carpi. Il 3 aprile 2018, nella partita contro la Pro Vercelli, riporta una lussazione alla spalla che lo costringe all'intervento, chiudendo anticipatamente la sua stagione, che il club umbro termina all'ottavo posto, uscendo negli spareggi play-off col Venezia.

#### Benevento ed Empoli
Terminato il prestito a Perugia torna al Sassuolo a fine stagione, il 2 agosto 2018 viene ceduto in prestito al Benevento insieme a Federico Ricci in uno scambio che porta Enrico Brignola in neroverde.
Il 14 settembre, nel debutto ufficiale con i sanniti, segna una doppietta nel successo per 3-2 in casa del Venezia. Chiude il campionato di serie B al terzo posto con 4 gol in 29 presenze ed inoltre disputa le due semifinali play-off in cui i campani sono eliminati dal Cittadella.
Tornato al Sassuolo, il club emiliano il 13 luglio 2019 lo cede nuovamente in Serie B, stavolta a titolo definitivo, all'Empoli con cui firma un contratto fino al giugno 2023. Il 25 agosto successivo, nel debutto in campionato contro la Juve Stabia (2-1), segna la sua prima rete con gli azzurri, realizzando il parziale 1-0.
Il 21 agosto 2021 trova la sua prima rete in Serie A, nella sconfitta dei toscani per 1-3 contro la Lazio. Il 27 novembre seguente va a segno nel derby vinto 2-1 contro la Fiorentina.
Nell'ottobre del 2022, prolunga il proprio contratto con l'Empoli fino al 2025.

#### Spezia
Il 21 luglio 2023, Bandinelli passa a titolo definitivo allo Spezia, in Serie B, come parte dell'operazione che vede Emmanuel Gyasi compiere il percorso opposto.

## Statistiche

### Presenze e reti nei club
Statistiche aggiornate al 25 ottobre 2024.
| Stagione        | Squadra         | Campionato      | Campionato | Campionato | Coppe nazionali | Coppe nazionali | Coppe nazionali | Coppe continentali | Coppe continentali | Coppe continentali | Altre coppe | Altre coppe | Altre coppe | Totale | Totale | Totale |
| Stagione        | Squadra         | Comp            | Pres       | Reti       | Comp            | Pres            | Reti            | Comp               | Pres               | Reti               | Comp        | Pres        | Reti        | Pres   | Reti   |        |
| --------------- | --------------- | --------------- | ---------- | ---------- | --------------- | --------------- | --------------- | ------------------ | ------------------ | ------------------ | ----------- | ----------- | ----------- | ------ | ------ | ------ |
| 2015-2016       | Latina          | B               | 8          | 0          | CI              | -               | -               | -                  | -                  | -                  | -           | -           | -           | 8      | 0      |        |
| 2016-2017       | Latina          | B               | 30         | 0          | CI              | 0               | 0               | -                  | -                  | -                  | -           | -           | -           | 30     | 0      |        |
| Totale Latina   | Totale Latina   | Totale Latina   | 38         | 0          |                 | 0               | 0               |                    | -                  | -                  |             | -           | -           | 38     | 0      |        |
| 2017-2018       | Perugia         | B               | 29         | 1          | CI              | 2               | 0               | -                  | -                  | -                  | -           | -           | -           | 31     | 1      |        |
| 2018-2019       | Benevento       | B               | 29+2       | 4          | CI              | 4               | 2               | -                  | -                  | -                  | -           | -           | -           | 35     | 6      |        |
| 2019-2020       | Empoli          | B               | 29+1       | 1          | CI              | 3               | 0               | -                  | -                  | -                  | -           | -           | -           | 33     | 1      |        |
| 2020-2021       | Empoli          | B               | 18         | 0          | CI              | 1               | 0               | -                  | -                  | -                  | -           | -           | -           | 19     | 0      |        |
| 2021-2022       | Empoli          | A               | 35         | 2          | CI              | 1               | 0               | -                  | -                  | -                  | -           | -           | -           | 36     | 2      |        |
| 2022-2023       | Empoli          | A               | 35         | 2          | CI              | 1               | 0               | -                  | -                  | -                  | -           | -           | -           | 36     | 2      |        |
| Totale Empoli   | Totale Empoli   | Totale Empoli   | 117+1      | 5          |                 | 6               | 0               |                    | -                  | -                  |             | -           | -           | 124    | 5      |        |
| 2023-2024       | Spezia          | B               | 33         | 0          | CI              | 1               | 0               | -                  | -                  | -                  | -           | -           | -           | 34     | 0      |        |
| 2024-2025       | Spezia          | B               | 9          | 0          | CI              | 1               | 0               | -                  | -                  | -                  | -           | -           | -           | 10     | 0      |        |
| Totale carriera | Totale carriera | Totale carriera | 42         | 0          |                 | 2               | 0               |                    | -                  | -                  |             | -           | -           | 44     | 0      |        |
| Totale carriera | Totale carriera | Totale carriera | 255+3      | 10         |                 | 14              | 2               |                    | -                  | -                  |             | -           | -           | 272    | 12     |        |

## Palmarès

### Club

#### Competizioni nazionali
- Campionato italiano di Serie B: 1

Empoli: 2020-2021